# Lac Kelistba
Le lac Kelistba (en géorgien : ყელის ტბა ; en ossète : Хъилы цад ; en russe : Келистба) est un lac du raïon de Leningorskom, en Ossétie du Sud, république séparatiste de la Géorgie.
Situé sur le plateau de Kelskom, le lac Kelistba, qui couvre une superficie de 127,96 ha, est le plus vaste de la république. Il est long de 2 170 m et atteint une profondeur de 75 m.